# Jos Wuytack
Jos Wuytack est un musicien et pédagogue belge né à Gand le 23 mars 1935. Il a fait partie des personnes ayant introduit en France le Orff-Schulwerk, concept pédagogique initié et développé par le compositeur Carl Orff, la musicienne et pédagogue Gunild Keetman, la gymnaste Dorothee Günther et la danseuse Maja Lex.

## Ouvrages et disques
Jos Wuytack est l'auteur de nombreuses œuvres musicales pour enfants, dont l'adaptation française du Orff-Schulwerk du compositeur Carl Orff. De nombreux recueils de partitions, dont la plupart édités aux éditions Leduc. Il existe également une collection de 10 CD : "Musica Poetica" parue à l'origine sous le label Harmonia Mundi et diffusée aujourd'hui comme les partitions par l'association Carl Orff France.

## Liste des publications
- 13 fois bonheur
- Boléro
- Cantare et Sonare
- Carol à la mode
- Chansons à danser et à mimer
- Chansons enfantines
- Chansons et danses folkloriques pour l'été
- 10 Chansons françaises
- Chansons originales françaises
- Colores
- Les Corporations (deux volumes)
- Dansa carnavalito
- Danses en triple
- L'Hiver
- Joy
- Melancholic Memphis Memo
- Missa Elementaria
- Mini-Variations géographiques sur Se canto
- Modalladom
- Musica Viva (deux volumes)
- Musique pour enfants (trois volumes, adaptation en français de Musik für Kinder de Carl Orff)
- Pentatonica Cantica
- Polyvitamines ABA
- 2 Suites pour trio et quatuor de flûtes à bec et petite percussion
- Trippoptac
- Variations sur un air de danse wallon
- Variation sur un air de pendule